# Djordje Bajic
Djordje Bajic (Jugoszlávia, 1977. április 23. –) jugoszláv labdarúgó. Első NB I-es mérkőzése 1998. szeptember 19. BVSC Budapest - Nyíregyháza Spartacus volt, ahol csapata 0–0-s döntetlent játszott a nyíregyházai klubbal.

## Sikerei, díjai
- FK Radnički Niš:
- Jugoszláv bajnoki 9. hely: 1996
- Jugoszláv kupa nyolcaddöntős: 1997, 1998
- BVSC Budapest:
- Magyar bajnoki 17. hely: 1999
- Magyar kupa - 32 közé jutott: 1999